# Al-Kikba
Al-Kikba – miasto w północnej Algierii, w prowincji Batina.